# In Pursuit of the 27th Man
| Recensione | Giudizio |
| ---------- | -------- |
| AllMusic   | [ 2 ]    |

In Pursuit of the 27th Man è un album discografico di Horace Silver, pubblicato dalla casa discografica Blue Note Records nel marzo del 1973.

## Tracce

### LP
Lato A
1. Liberated Brother – 5:20 (Weldon Irvine) – Registrato il 10 novembre 1972
2. Kathy – 4:18 (Moacir Santos, Jay Livingston, Ray Evans) – Registrato il 6 ottobre 1972
3. Gregory Is Here – 6:20 (Horace Silver) – Registrato il 10 novembre 1972
4. Summer in Central Park – 4:40 (Horace Silver) – Registrato il 6 ottobre 1972

Lato B
1. Nothin' Can Stop Me Now – 5:14 (Horace Silver) – Registrato il 10 novembre 1972
2. In Pursuit of the 27th Man – 9:45 (Horace Silver) – Registrato il 6 ottobre 1972
3. Strange Vibes – 5:00 (Horace Silver) – Registrato il 6 ottobre 1972 [3]

## Musicisti
Liberated Brother / Nothin' Can Stop Me Now / Gregory Is Here
- Horace Silver – piano
- Randy Brecker – tromba, flicorno
- Michael Brecker – sassofono tenore
- Bob Cranshaw – basso elettrico
- Mickey Roker – batteria

Kathy / Summer in Central Park / In Pursuit of the 27th Man / Strange Vibes
- Horace Silver – piano
- David Friedman – vibrafono
- Bob Cranshaw – basso elettrico
- Mickey Roker – batteria

Note aggiuntive
- George Butler – produttore
- Rudy Van Gelder – ingegnere delle registrazioni
- Darnell Mitchell – foto copertina album originale
- Carol Forbes – grafica copertina album originale [4]